# Selenocosmia obscura
Selenocosmia obscura är en spindelart som beskrevs av Hirst 1909. Selenocosmia obscura ingår i släktet Selenocosmia och familjen fågelspindlar. Inga underarter finns listade i Catalogue of Life.